# Elena Khoreva
Elena Khoreva est une réalisatrice et monteuse russe.

## Biographie
Elena Khoreva suit les cours de cinématographie auprès de la réalisatrice de documentaires Marina Razbejkina dans son « École de cinéma et de théâtre documentaire Marina Razbejkina et Mikhaïl Ougarov ». Razbejkina produit le film Hiver, va-t-en ! (Zima, ukhodi!) dont le sujet est la campagne présidentielle en Russie de 2012 et plus particulièrement la contestation à l'encontre de Vladimir Poutine. Elle en confie la réalisation à dix de ses étudiants, dont Elena Khoreva.

## Filmographie

### Comme directrice de la photographie
- 2012 : Hiver, va-t-en ! (Zima, ukhodi!)
- 2014 : Srok (aussi monteuse)
- 2015 : Kiev/Moscow. Part 1 (aussi monteuse)

### Comme réalisatrice
- 2012 : Hiver, va-t-en ! (Zima, ukhodi!)
- 2015 : Kiev/Moscow. Part 1